# Klamath (rivier)

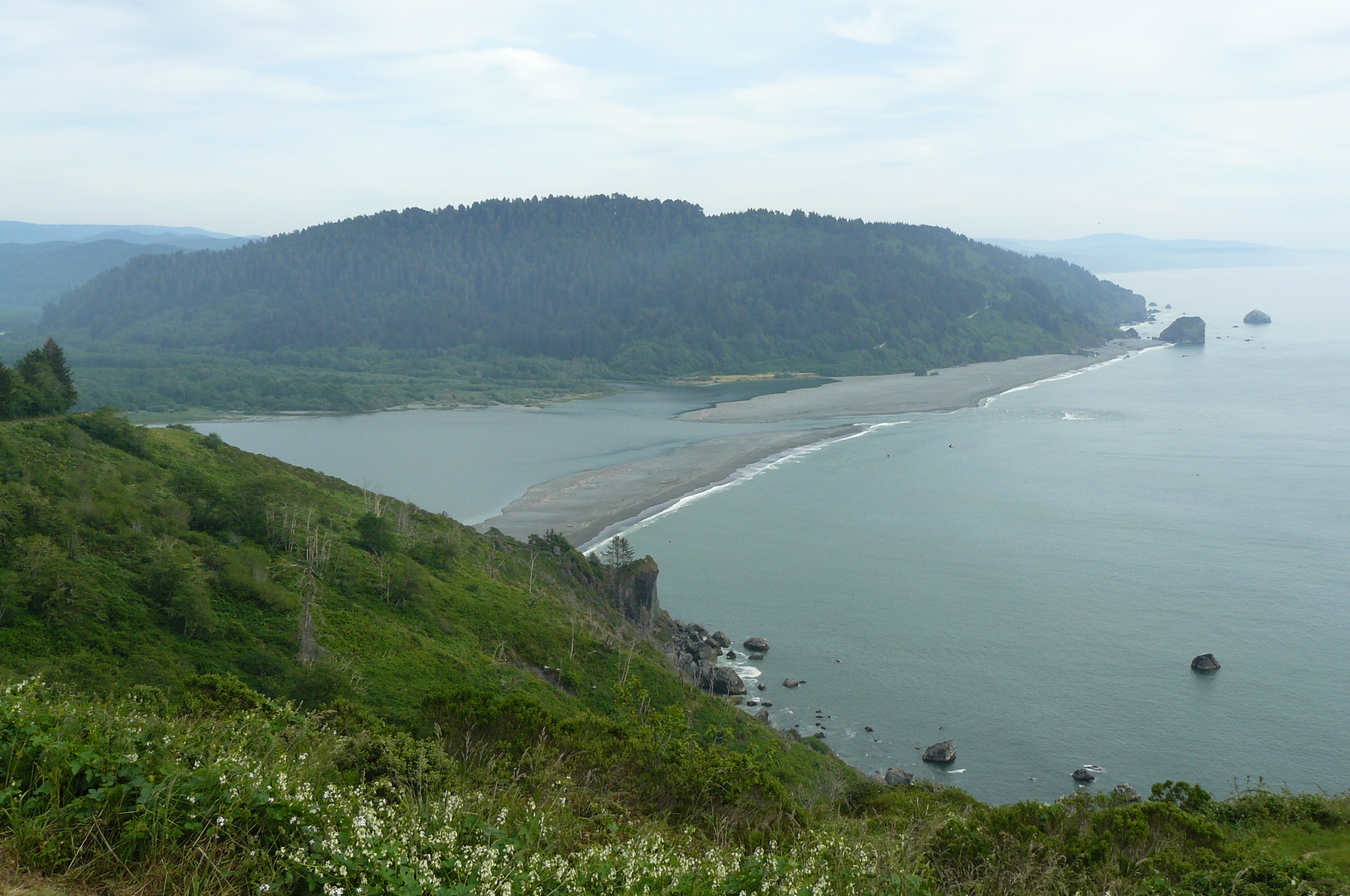
Uitzicht op monding Klamath bij Redwood National Park

De Klamath (Engels: Klamath River, Karok: Ishkêesh, Klamath: Koke, Yurok: Hehlkeek 'We-Roy) is een rivier in de Verenigde Staten in het zuidwesten van Oregon en het uiterste noorden van Californië die de Cascade Range doorsnijdt en uitmondt in de Grote Oceaan. De Klamath is qua debiet de op een na grootste rivier van Californië, na de Sacramento. Het stroomgebied van de Klamath is zo'n 41.000 km² groot en strekt zich uit van de High Desert van Oregon, in de woestijn van het Grote Bekken, tot aan de gematigde regenwouden van de Californische noordkust. De rivier heeft een opmerkelijke geografie: terwijl de meeste rivieren van de bergen naar landbouwgebieden lopen en uiteindelijk in een grote havenstad uitmonden, stroomt de Klamath van landbouwgebied door de bergen en hoe dichter ze bij de oceaan komt, hoe natuurlijk en wilder de omgeving wordt. Vroeger waren er in het hogere bekken grote zoetwaterdraslanden, die een habitat vormden voor duizenden trekvogels en andere wilde dieren. Nu zijn de meeste gebieden verbouwd. De benedenstroom, echter, is wild gebleven.
De Klamath is bovendien van groot belang voor anadrome vissen - vissen die vanuit zee de rivieren optrekken om er te paaien - aan de Stille Oceaankust ten zuiden van de Columbia. De rivier is een heel geschikte habitat voor Chinookzalm, Cohozalm en Regenboogforel. De bouw van zes dammen op de Klamath tussen 1908 en 1962, echter, zorgde voor een drastische populatieafname. De vissen waren oorspronkelijke een belangrijke bron van voedsel voor indianenvolkeren als de Shasta, Yurok, Hupa, Karok, Klamath en Yahooskin.
In de jaren 1820 kwam de eerste pelsjagers van de Hudson's Bay Company toe in het bekken. Zij zetten het Siskiyou Trail op, dat de Willamette Valley in Oregon met de Sacramento Valley verbond. De indianen werden gedwongen zich in reservaten terug te trekken. Naar het einde van de Californische goldrush toe, kwamen steeds meer goudzoekers naar de Klamath. Later kwam de landbouw op in het oosten van het bekken. De groeiende industrie gaf bovendien aanleiding tot de bouw van dammen, wat de waterkwaliteit in de benedenstroom niet ten goede kwam. Sommige milieuverenigingen verzetten zich tegen de bouw van nog meer dammen en pleitten voor de afbraak van de bestaande. Een plan voor de verwijdering van vier oudere dammen werd in november 2022 goedgekeurd door de Federal Energy Regulatory Commission (FERC). In 2024 werden de vier dammen afgebroken.